# XXVII dynastia
XXVII dynastia – perska dynastia (Achemenidów) władców Egiptu panująca od 525 roku p.n.e. do 404 roku p.n.e. Nazywana jest inaczej "pierwszym panowaniem perskim". Jest pierwszym panowaniem, gdyż Egipt był częścią Persji dwukrotnie. Dynastia ogólnie panowała 121 lat.

## Władcy
| Władcy           | Lata          | Żona      | Dzieci |
| Kambyzes II      | 525-522 p.n.e |           | Brak   |
| Dariusz I Wielki | 521-485 p.n.e | Atossa    | 1      |
| Kserkses I       | 485-465 p.n.e | Amestris  | 5      |
| Artakserkses I   | 465-423 p.n.e | Damaspia  | 5      |
| Dariusz II       | 424-404 p.n.e | Parysatis | 5      |